# Holbese (Ort)
Holbese ist ein osttimoresischer Ort im Suco Leber (Verwaltungsamt Bobonaro, Gemeinde Bobonaro). Er liegt im Norden der Aldeia Holbese, auf einer Meereshöhe von 1167 m. Nördlich verläuft der Höhenzug des Berges Leber (1413 m), südlich jener des Berges Mapeop (1235 m). Westlich vom Dorf fällt das Tal als Flanke des Lebers zum Wasserlauf des Lelepos herab (573 m), eines Nebenflusses des Loumeas.
Holbese ist über eine Piste mit dem Dorf Mapeop verbunden. Sie führt östlich des Gipfels des Mapeop-Berges über den Höhenkamm. In Holbese befindet sich eine Grundschule.